# Argens (fleuve)
Pour les articles homonymes, voir Argens.
L'Argens (prononcé [aʁʒɑ̃(s)]) est un fleuve côtier français, dont le cours est entièrement situé dans le département du Var, en région Provence-Alpes-Côte d'Azur, qui se jette dans la mer Méditerranée.

## Étymologie
Le fleuve était nommé Argenteus par les Romains. Il est mentionné sous deux orthographes en 1726 : Argens et Argent et en 1741 : Argens ou Argents. Son nom fait référence à la couleur « blanche comme l’argent » de ses eaux miroitantes.

## Géographie
La longueur totale de l'Argens est de 115,5 kilomètres.
Il prend sa source au pied du Devençon de l'Inarden, précisément à Seillons-Source-d'Argens, non loin de la limite avec la commune de Brue-Auriac, à 280 mètres d'altitude, et à 100 mètres au nord-ouest du lieu-dit le pont d'Argens.
Le fleuve coule d'ouest en est et se jette dans la mer Méditerranée, dans la commune de Fréjus et à environ 2,5 km du centre-ville. Son bassin versant est de 2 700 kilomètres carrés , drainant ainsi la moitié du département.
Sur son parcours, l'Argens forme par endroits de belles cascades. Il rencontre aussi de vastes plaines agricoles, notamment dans sa basse vallée.
De temps immémoriaux, le fleuve est sujet à des crues fréquentes, qui provoquent des inondations parfois catastrophiques en raison de la densité de l'urbanisation dans son lit majeur. De tout temps, les agriculteurs ont équipé le cours d'eau d'une multitude de prises d'eau donnant naissance à des canaux d'irrigations.

### Communes et cantons traversés
Le fleuve traverse vingt-et-une communes varoises et sept cantons :
- Seillons-Source-d'Argens où il prend sa source, Saint-Maximin-la-Sainte-Baume, Bras, Brue-Auriac, Barjols, Châteauvert, Correns, Montfort-sur-Argens, Carcès, Entrecasteaux, Saint-Antonin-du-Var, Le Thoronet, Lorgues, Le Cannet-des-Maures, Vidauban, Taradeau, Les Arcs, Le Muy, Roquebrune-sur-Argens, Puget-sur-Argens, Fréjus (embouchure dans la mer Méditerranée).
- il prend sa source dans le canton de Barjols, traverse les canton de Saint-Maximin-la-Sainte-Baume, canton de Cotignac, canton de Lorgues, canton du Luc, canton du Muy et son embouchure est sur le canton de Fréjus, le tout dans les deux arrondissements de Brignoles, et de Draguignan.

### Toponymes
L'Argens a donné son nom aux communes suivantes :
- Seillons-Source-d'Argens ;
- Montfort-sur-Argens ;
- Roquebrune-sur-Argens ;
- Puget-sur-Argens ;
- Les Arcs-sur-Argens ;

ainsi qu'à différents toponymes comme Pont d'Argens, dans la commune de Lorgues.

### Organisme gestionnaire
Le conseil général du Var est, jusqu'à la mi-2015, le gestionnaire du Programme d'actions de prévention des inondations (PAPI d'intention) « Argens et affluents » du bassin versant de l'Argens. Divers syndicats intervenaient autrefois dans le bassin versant : le SIAN ou syndicat intercommunal d'Aménagement de la Nartuby, le Syndicat intercommunal d'aménagement du cours inférieur de l'Argens, le Sivu du Cauron, le syndicat d'aménagement du cours supérieur de l'Endre, le syndicat intercommunal de l'Issole, etc.
Le Syndicat mixte de l'Argens (SMA) a été créé le 3 octobre 2014, et il remplace désormais les anciens organismes gestionnaires. Il a pour compétences l’entretien, la gestion, l’aménagement des cours d’eau et la prévention des inondations dans le bassin de l’Argens, ainsi que la restauration des milieux. Il regroupe soixante-quatorze communes et huit intercommunalités, et est chargé de mettre en œuvre l’ensemble du programme d’action de prévention des inondations (PAPI complet) de l'Argens et des Côtiers de l'Esterel,,.

## Affluents

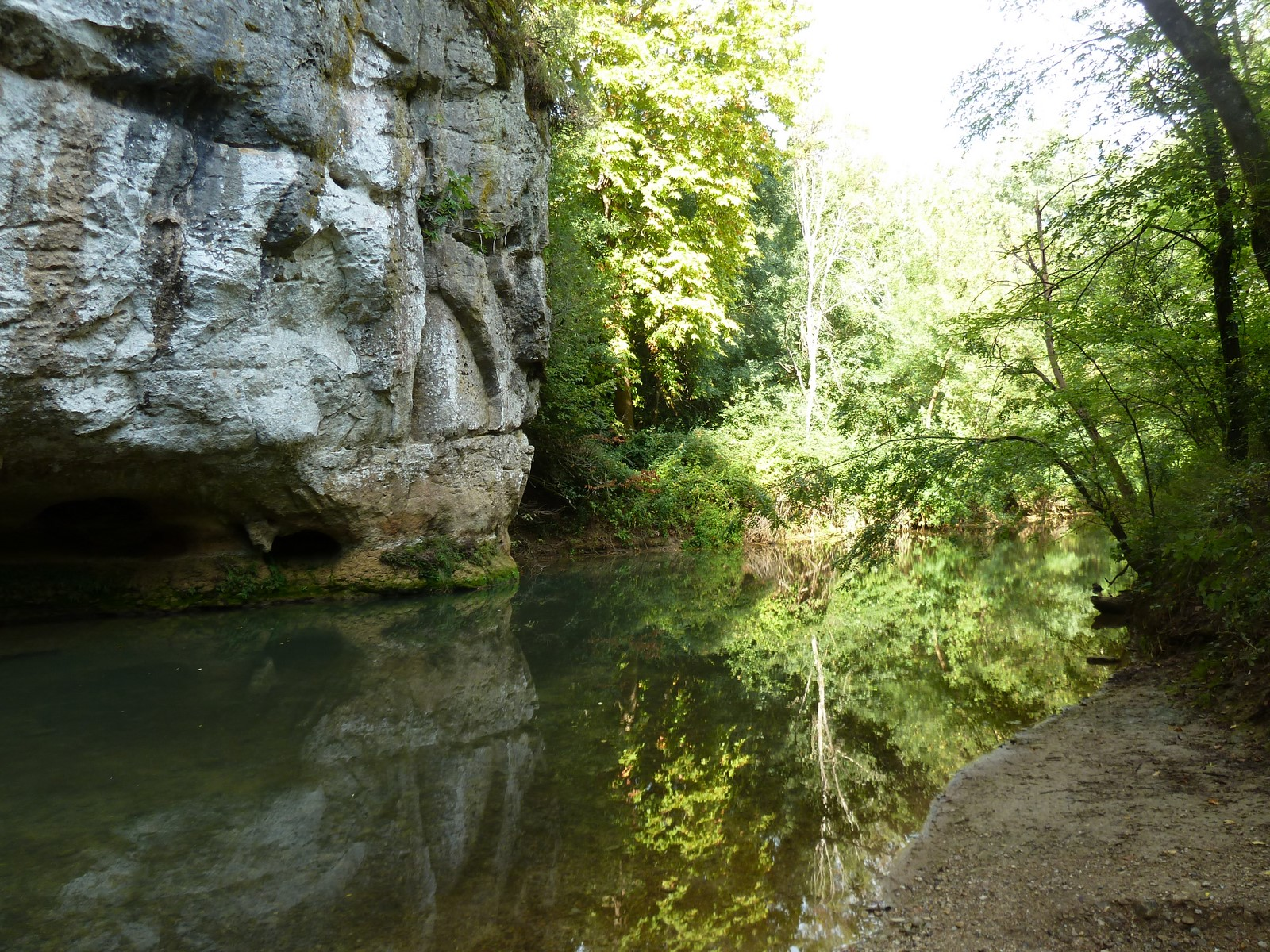
L'Argens au Vallon Sourn (Correns).

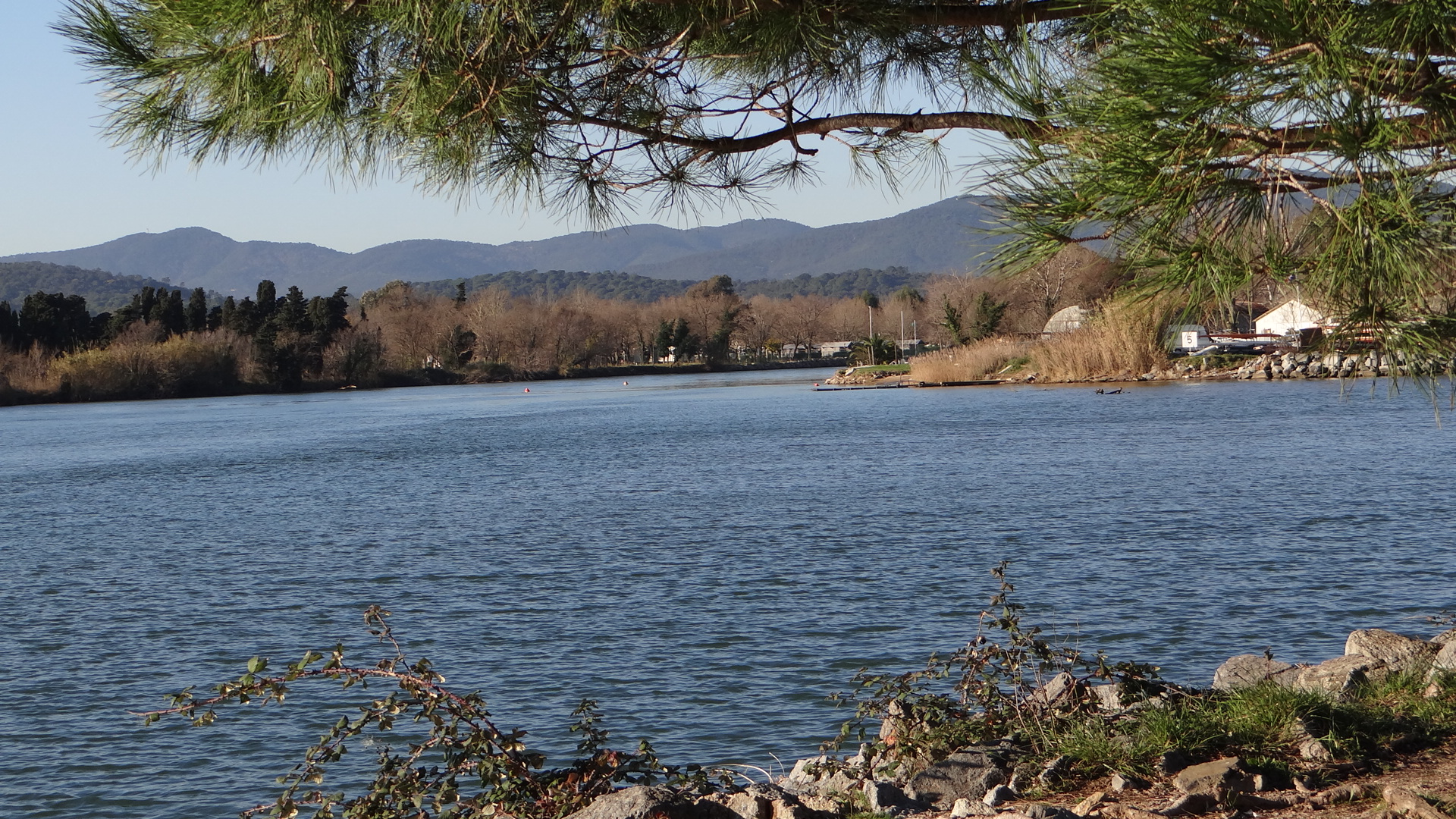
Le Reyran à la confluence avec l'Argens près de l'ancienne Base d'aéronautique navale de Fréjus-Saint Raphaël.

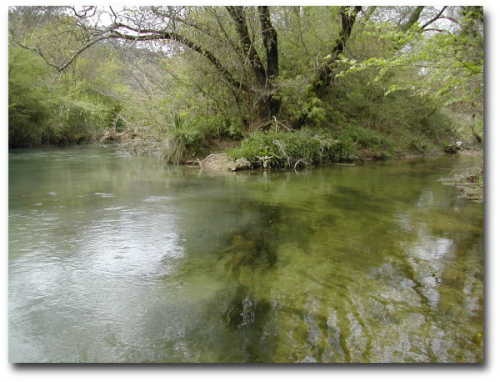
Confluence de l'Argens et de l'Eau Salée.

L'Argens a quarante-cinq (45) affluents référencés au SANDRE dont d'amont en aval:
- la Meyronne (rd[note 1]) 5,6 km avec deux affluents.
- le Cauron (rd) 29,1 km avec deux affluents.
- L'Eau Salée ou rivière de Barjols (rg) 23,2 km avec quatre affluents.
- La Ribeirotte (rd) 14,8 km avec un affluent.
- La Cassole (rg) 17,5 km avec huit affluents.
- Le Caramy (rd) 45,9 km avec douze affluents dont :
  - L'Issole (rd) 46,4 km avec neuf affluents.
- La Bresque (rg) 34,8 km avec dix affluents.
- La Florièye ou Florieye (rg) 26,4 km avec sept affluents.
- Le Réal (rg) 13,8 km avec deux affluents.
- L'Aille (rd) 30,3 km avec seize affluents dont :
  - le Riautort, 13,5 km sur deux communes avec quatre affluents.
- le Couloubrier (rd) 14,2 km avec cinq affluents.
- La Nartuby (rg) 34,4 km avec onze affluents.
- L'Endre (rg) 28,5 km avec quinze affluents.
- Le Blavet (rg) 14,7 km avec sept affluents.
- le Fournel (rd) 10,8 km avec un affluent
- La Grande-Garonne (rg) 14,8 km avec quatre affluents.
- le Reyran (rg) 26,8 km avec dix affluents.

### Rang de Strahler
Le rang de Strahler est de six par l'Aille.

## Hydrologie
L'Argens est un cours d'eau peu abondant, mais suffisamment fourni toute l'année (cependant il s'était retrouvé en partie asséché en septembre 2007). Son régime hydrologique est dit pluvial méridional.

### L'Argens à Roquebrune-sur-Argens
Son débit a été observé sur une période de 37 ans (1970-2007), à Roquebrune-sur-Argens, à 6 m d'altitude, tout près de son embouchure dans la mer. Le bassin versant du fleuve y est de 2 530 km2, c'est-à-dire sa presque totalité.
Le module du fleuve à Roquebrune-sur-Argens est de 19,1 m3/s.
L'Argens présente des fluctuations saisonnières modérées. On y distingue deux périodes divisant l'année. Les hautes eaux se déroulent de l'automne au printemps et portent le débit mensuel moyen à un niveau situé entre 16 et 35 m3/s, d'octobre à mai inclus, avec un maximum fort net en janvier (34,9 m3/s) et février (30,0 m3/s). Dès fin mai, s'amorce une décrue rapide qui mène aux basses eaux d'été, se déroulant de juin à septembre inclus, avec un minimum au mois d'août (moyenne mensuelle de 6,05 m3/s), ce qui est encore très confortable en Provence. Au total, les oscillations saisonnières sont relativement peu importantes. Cependant les fluctuations de débit peuvent être beaucoup plus prononcées sur de plus courtes périodes et varient d'après les années.
Au total, l'Argens est un cours d'eau assez peu abondant, si du moins on le compare à ses voisins orientaux tels le Var, l'Estéron ou la Siagne. La lame d'eau écoulée dans son bassin versant est de 239 millimètres par an, ce qui est plutôt médiocre, valant nettement moins que la moyenne d'ensemble de la France tous bassins confondus, et très inférieure à celle du Var (553 millimètres par an). Le débit spécifique (ou Qsp) du fleuve atteint 7,6 litres par seconde et par kilomètre carré de bassin.

### Étiage ou basses eaux

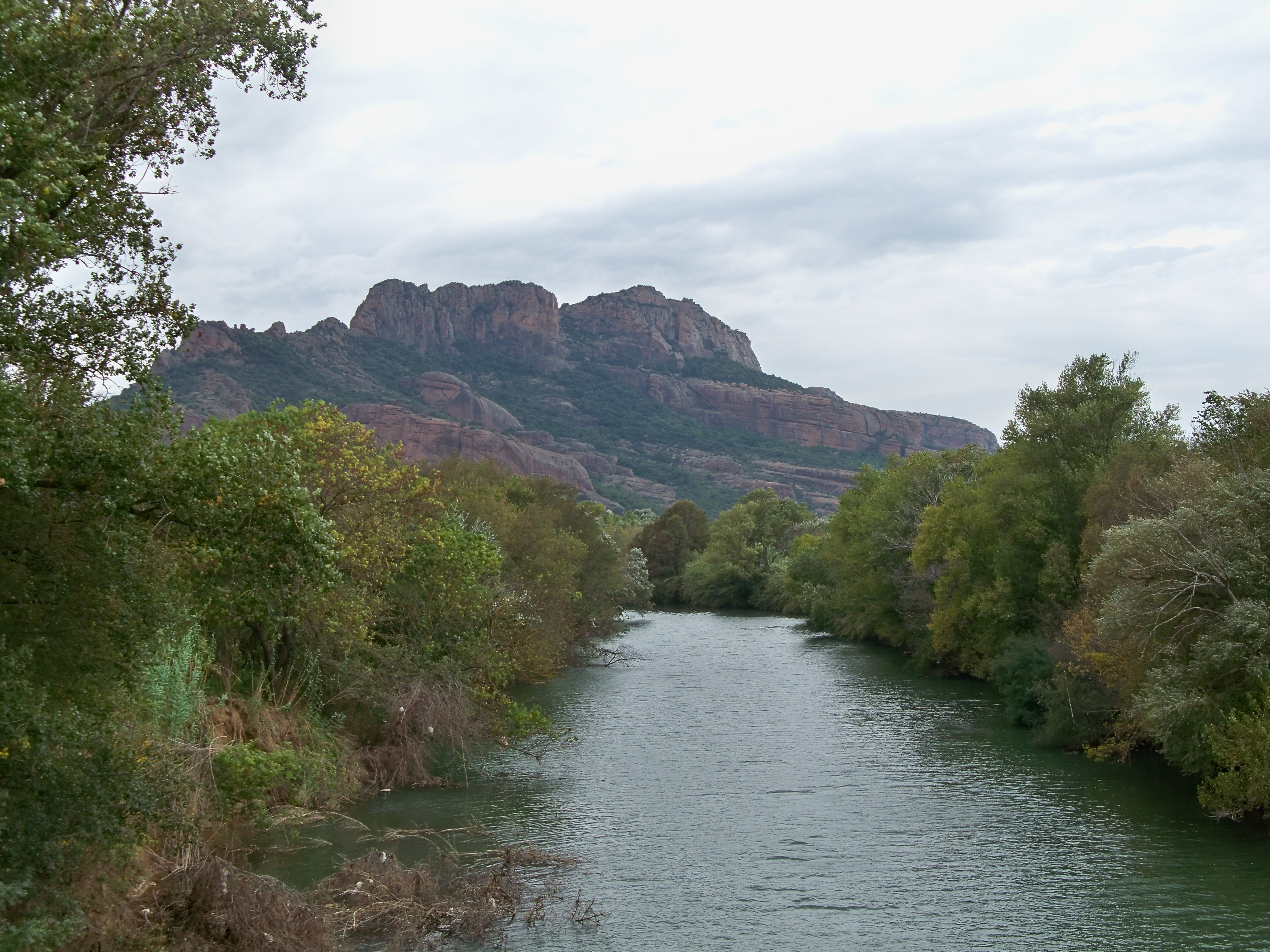
Le Rocher de Roquebrune, vu sur le fleuve Argens.

Le VCN3 peut chuter jusque 3 m3/s, en cas de période quinquennale sèche, ce qui n'est toujours pas sévère.

### Crues ou hautes eaux
Cependant les crues peuvent être très importantes pour un fleuve côtier au débit modéré. L'Argens suit en cela le modèle classique méridional. Les débits QIX 2 et QIX 5 valent respectivement 320 et 510 m3/s. Le QIX 10 est de 640 m3/s et le QIX 20 de 770 m3/s. Quant au QIX 50, il se monte à 930 m3/s et le QIX 100 n'a pas pu être encore calculé vu la période d'observation de moins de 50 ans.
Le débit instantané maximal enregistré a été de 748 m3/s le 7 janvier 1994 et 1 150 m3/s le 6 novembre 2011, tandis que le débit journalier maximal était de 700 m3/s le 18 janvier 1978 et de 994 m3/s le 18 janvier 1978. En comparant la première de ces valeurs (débit instantané maximal) avec l'échelle des QIX du fleuve, il apparaît que cette crue était légèrement plus importante que cinquantennale, sans doute d'ordre d'une centaine d'années, et donc rare.
Le bassin versant de l'Argens s'est notamment fait connaître lors des énormes inondations meurtrières de juin 2010, en particulier celles provoquées par la Nartuby à Draguignan, lors d'un fort Épisode météorologique méditerranéen. Ultérieurement d'autres crues s'y sont réalisées le 1er novembre 2018, le 23 novembre 2019 et le 1er décembre 2019.

## Aménagements et écologie

### ZNIEFF
Une zone naturelle d'intérêt écologique, faunistique et floristique (ZNIEFF) de type II est décrite depuis 1988 pour 2 833 hectares pour vingt-deux communes : ZNIEFF 930012479 - Vallée de L'Argens.

### Histoire
Jusqu'à la fin du XIXe siècle l'Argens était le seul cours d'eau flottable du département du Var et ce sur une distance de 62 km entre sa confluence avec la Bresque et la mer. Le pin débité en planches aux scieries du Muy et de Fréjus constituait alors l'essentiel du bois flotté. Vers 1880, le bois était conduit à Saint-Raphaël pour être ensuite transporté vers Marseille ou Toulon. Le fleuve n'est plus utilisé de nos jours pour la navigation et le flottage.
Cicéron cite le fleuve dans une de ses lettres : « Je suis venu à grandes journées au marché des Volcantiens (aujourd'hui Le Luc), et l'ayant passé, j'ai campé au bord de l'Argens (Argenteum flumen), vis-à-vis d'Antonins » (épistolaire 3 4).
Il est également cité par Pline l'Ancien dans le livre troisième de son Histoire Naturelle.